# Tilbage til jorden
"Tilbage til Jorden" er en erindringsroman af Majbritte Ulrikkeholm. Den er udgivet af forlaget  Lindhardt og Ringhof, og er på 205 sider. 

## Presse
"For i begyndelsen var ordet, og når ordet er hos Majbritte Ulrikkeholm, så er den mildest talt forrygende." 
- Kristine Fyrboe, Jyllands-Posten.
| Bog | Spire Denne artikel om bøger og tidsskrifter er en spire som bør udbygges. Du er velkommen til at hjælpe Wikipedia ved at udvide den. |